# Holwell (Oxfordshire)
Holwell is een civil parish in het bestuurlijke gebied West Oxfordshire, in het Engelse graafschap Oxfordshire met 17 inwoners.